# Trofeo Karlsberg 2008

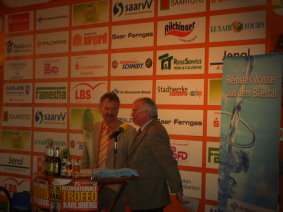
Lothar Kruft (links) vom Förderverein Trofeo Karlsberg bei der Vorstellung des Rennens 2008

Die 21. Trofeo Karlsberg ist ein Rad-Etappenrennen durch das Saarland und Frankreich. Es wurde als eines von sieben und einziges deutsches Rennen des Rad-Nationencups der Junioren ausgetragen. Es wurde am 22. Mai 2008 in Blieskastel gestartet und ging nach 428 Kilometern am 24. Mai 2008 in Gersheim zu Ende.
Diese Austragung der Trofeo Karlsberg wurde vom Polen Michał Kwiatkowski dominiert, der sich die Gesamtwertung und zwei Etappensiege sichern konnte. Auf dem Podest landeten weiterhin der Däne Emil Hovmand und der Russe Anton Worobjow.

## Teilnehmende Mannschaften
Nationalmannschaften
- Belgien
- Dänemark
- Deutschland-Bahn
- Deutschland-Straße
- Frankreich
- Kanada
- Litauen
- Niederlande
- Norwegen
- Österreich
- Polen
- Portugal
- Russland
- Schweden
- Slowenien
- Slowakei
- Spanien
- Tschechien
- Ukraine
- USA

Deutsche Regionalteam
- Saarland

## Etappen
| Datum   | Strecke                               | km    | Etappensieger      | zweiter            | dritter            | Gesamtführender    |
| ------- | ------------------------------------- | ----- | ------------------ | ------------------ | ------------------ | ------------------ |
| 22. Mai | Blieskastel – Saarbrücken             | 104,0 | Michał Kwiatkowski | Tosh Van Der Sande | Patrik Stenberg    | Michał Kwiatkowski |
| 23. Mai | Homburg – Mandelbachtal – Wittersheim | 101,0 | Sebastian Lander   | Barry Markus       | Michał Kwiatkowski | Michał Kwiatkowski |
| 24. Mai | Böckweiler – Altheim (EZF)            | 011,7 | Michal Kwiatkowski | Vegard Breen       | Piotr Gawroński    | Michal Kwiatkowski |
| 24. Mai | Völklingen – Großrosseln              | 078,0 | Peter Sagan        | Christopher Roth   | Tijmen Eising      | Michał Kwiatkowski |
| 25. Mai | Rimling – Gersheim                    | 134,0 | Tosh Van Der Sande | Emil Hovmand       | Anton Worobjow     | Michał Kwiatkowski |